# Vallensbæk Landsby
Vallensbæk Landsby – miasto w Danii, w regionie Stołecznym, w gminie Vallensbæk.